# Rod Richard
Rodney dit Rod Richard (né le 8 février 1932) est un athlète américain, spécialiste du sprint.
Il remporte trois titres lors des Jeux panaméricains de 1955 mais ne se qualifie pas lors des Trials en 1956 pour les Jeux olympiques. 